# Arnold Badjou
Arnold Jules Elie Badjou, Rufname „Nolle“ (* 25. Juni 1906 in Laken; † 17. September 1994), war ein belgischer Fußballspieler auf der Position eines Torwarts.

## Laufbahn
Auf Vereinsebene spielte Arnold Badjou vor allem in den späten 1920ern und in den 1930ern bis hin zu den 1940ern beim Daring Club de Bruxelles Société Royale und wechselte erst danach zu Vereinen in niedrigeren Ligen, bei denen er bis einschließlich 1950 aktiv war. Mit dem Daring Club gewann er zweimal die belgische Meisterschaft und einmal den Coupe de Belgique.
Ab 1930 trat er zudem 34-mal in der belgischen Nationalmannschaft an. Er nahm an den Weltmeisterschaften 1930, 1934 und 1938 teil, bei denen er insgesamt drei Spiele bestritt.

## Erfolge
- Belgischer Meister (2): 1936, 1937
- Belgischer Pokalsieger (1): 1935